# میهائلا چوبانو
میهائلا چوبانو (رومانیایی: Mihaela Ciobanu؛ زادهٔ ۳۰ ژانویهٔ ۱۹۷۳) بازیکن هندبال زن رومانیایی‌تبار اهل اسپانیا است.